# Grazia Nasi

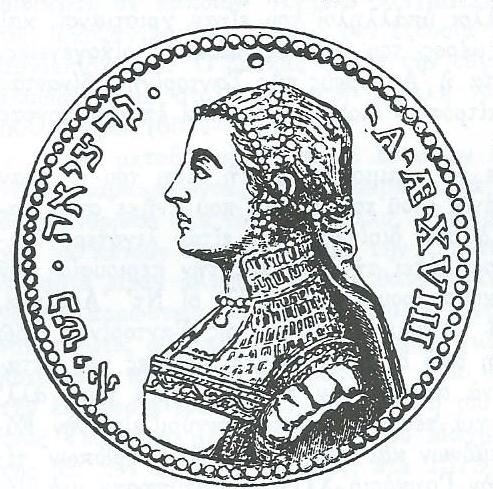
Grazia Nasi

Grazia Nasi, alias Gracia Miquez, alias Beatriz de Luna (Lisbona, 20 giugno 1510 – Istanbul, 3 novembre 1569), fu una delle finanziere ebree più ricche del Rinascimento. Ritornò pubblicamente alla fede ebraica a Ferrara e sempre a Ferrara finanziò la traduzione dell'antico testamento ebraico in spagnolo.

## Biografia
Moglie di Don Francisco Mendes, ricco e potente commerciante di spezie a capo della comunità dei Marrani di Lisbona, alla morte del marito gli succedette nelle responsabilità, dedicando le sue immense ricchezze e la sua influenza all'opera di riscatto degli ebrei perseguitati in tutta Europa. Per sottrarre la figlia ad un matrimonio cristiano dovette riparare ad Anversa, per poi fuggire a Venezia, Ferrara ed infine a Istanbul. Aprì un ufficio commerciale ad Ancona e si adoperò per salvare dalle persecuzioni gli ebrei di quella città riuscendo ad organizzare il blocco commerciale del porto e trasferendo tutti gli scali nella più tollerante ed accogliente Pesaro.
Ad Istanbul Beatriz de Luna, com'era soprannominata, fu veneratissima dalla comunità sefardita. Godeva di grande considerazione anche presso Solimano il Magnifico, al quale fu presentata dal dottor Moses Hamon di Granada, persona molto influente presso la Sublime porta, tanto da far intervenire il sultano quando a Venezia vollero trattenere Grazia Nasi per processarla insieme alla figlia: la paura di perdere buoni affari fece più effetto sui veneziani delle maledizioni contro gli ebrei del cardinale Giovanni Pietro Carafa (futuro papa Paolo IV, che nel 1555 rinchiuse gli ebrei dello Stato Pontificio nei ghetti di Roma e Ancona). Significativa per capire la venerazione che avevano i Sefarditi per Grazia Nasi è la liberazione di mille ebrei a Napoli, da lei ottenuta dietro pagamento di una forte somma al viceré don Pedro de Toledo.
Grazia Nasi morì ad Istanbul nel 1569.

## Influenza culturale
- Grazia Nasi è anche un personaggio presente nei romanzi storici Q e Altai del collettivo Wu Ming.
- Nel 2018 il regista israeliano Amos Gitai ha annunciato l'intenzione di girare a Ferrara un film su Gracia Nasi intitolato Dona Gracia.
- Grazia Nasi compare nel romanzo storico di Renata Mambelli: "La sposa portoghese" - Affinità Elettive.
- Compare nella quarta stagione della serie storica turca Il secolo magnifico.